# Emisja zanieczyszczeń
Emisja zanieczyszczeń – wprowadzanie do środowiska zanieczyszczeń, a w szczególności:  
- substancji (np. zanieczyszczeń stałych, ciekłych lub gazowych)
- energii (np. hałasu, wibracji, pól elektromagnetycznych)

do powietrza, wody, gleby lub ziemi.
Emisja może dotyczyć zarówno zanieczyszczeń będących wytworem działalności ludzkiej, jak i pochodzenia naturalnego (np. wulkanicznego).
Emisją określa się również same substancje lub energie wprowadzane do środowiska.
Przy czym, substancje to pierwiastki chemiczne oraz ich związki, mieszaniny lub roztwory występujące w środowisku lub powstałe w wyniku działalności człowieka. Substancja niebezpieczna zaś to jedna lub więcej substancji albo mieszaniny substancji, które ze względu na swoje właściwości chemiczne, biologiczne lub promieniotwórcze mogą, w razie nieprawidłowego obchodzenia się z nimi, spowodować zagrożenie życia lub zdrowia ludzi lub środowiska; substancją niebezpieczną może być surowiec, produkt, półprodukt, odpad, a także substancja powstała w wyniku awarii.
Hałas to dźwięki o częstotliwościach od 16 Hz do 16.000 Hz. Pola elektromagnetyczne określono jako pole elektryczne, magnetyczne oraz elektromagnetyczne o częstotliwościach od 0 Hz do 300 GHz.
Rodzaj i ilość wprowadzanych substancji lub energii w określonym czasie oraz stężenia lub poziomy substancji lub energii, w szczególności w gazach odlotowych, wprowadzanych ściekach oraz wytwarzanych odpadach określono jako wielkość emisji.
Środowisko zdefiniowano jako ogół elementów przyrodniczych, w tym także przekształconych w wyniku działalności człowieka, a w szczególności powierzchnię ziemi, kopaliny, wody, powietrze, zwierzęta i rośliny, krajobraz oraz klimat. Jego ochronę jako podjęcie lub zaniechanie działań, umożliwiające zachowanie lub przywracanie równowagi przyrodniczej. Równowagę przyrodniczą zdefiniowano jako stan, w którym na określonym obszarze istnieje równowaga we wzajemnym oddziaływaniu: człowieka, składników przyrody żywej i układu warunków siedliskowych tworzonych przez składniki przyrody nieożywionej.
Kwestie emisji reguluje m.in. ustawa z dnia 27 kwietnia 2001 r. — Prawo ochrony środowiska (art. 3 pkt 4 — definicja ustawowa emisji).